# Gymnastik

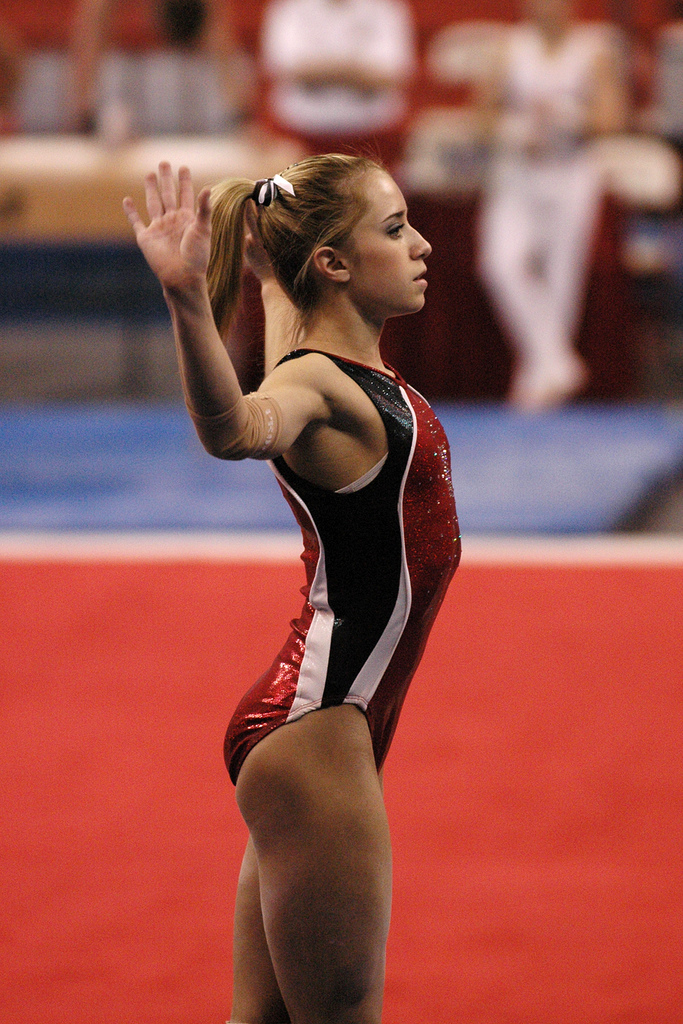
Artistisk gymnastik.

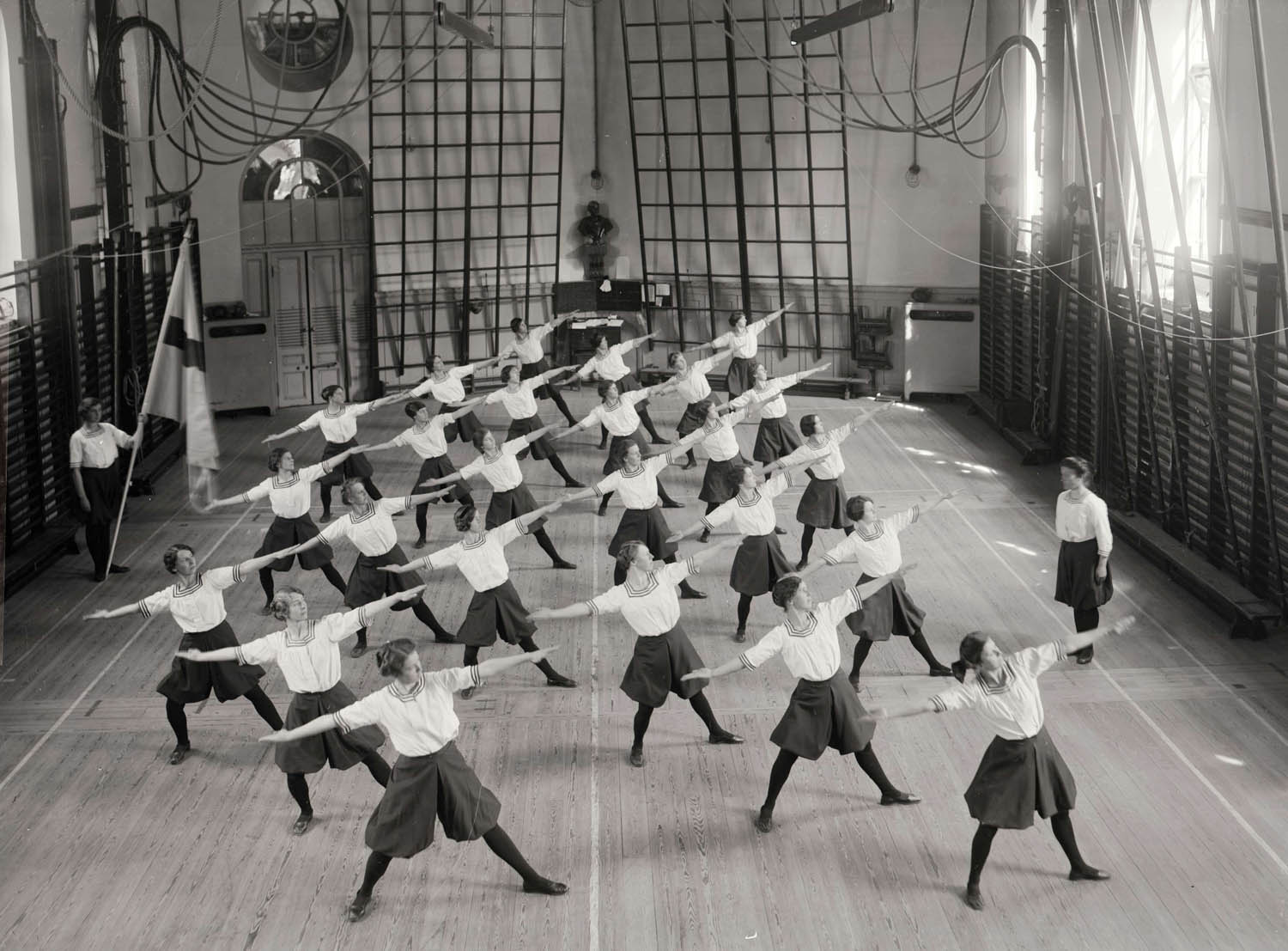
Gymnastik vid början av 1900-talet, Gymnastiska centralinstitutet, Stockholm.

Gymnastik är en aktivitet och en sport, som bygger på olika akrobatiska övningar. Den kräver en kombination av styrka, flexibilitet och god kroppsuppfattning. Dagens gymnastik bygger på de gamla grekernas gymnos, där träningen skedde till exempel genom saltomortaler på hästrygg och diverse akrobatiska övningar i vad som kallades för gymnasium.
Det finns ett antal olika inriktningar inom gymnastiksporten. I första hand skiljer man mellan truppgymnastik, artistisk gymnastik, rytmisk gymnastik, akrobatisk gymnastik, hopprep och trampolin.

## Historik
Gymnastiken har sitt ursprung i det antika Grekland. Filosofen Platon ansåg att idrottsutövande var ett medel för att uppnå moralisk och andlig perfektion.
I slutet av 1700-talet och början på 1800-talet stod männen i centrum för idrotten. 
Gymnastiken etablerades först i Europa och Tyskland var det ledande landet inom gymnastiken vid denna tid. Några av de skolor som präglat gymnastiken är Johann Bernhard Basedow, som blev influerad av Rousseaus idéer om fysisk fostran, och Guts Muths, som efterliknade Basedow. Båda dessa män hade uppfattningen att idrott bara var till för män. 
En framträdande person i den tyska gymnastikrörelsen (turnväsenet) var Friedrich Ludwig Jahn, ansedd som gymnastikens fader.
I Sverige var Pehr Henrik Ling, också kallad "den svenska gymnastikens fader", och hans son Hjalmar Ling, framträdande namn under 1800-talet.

## Kvinnornas möjligheter inom gymnastiken i ett historiskt perspektiv
Gymnastiken var den kvinnoidrott som organiserades och utvecklades först, men vägen dit var relativt stenig.
Enligt Platon borde kvinnorna försöka uppnå det manliga idealet – att bli starka, härdade och energiska – eftersom starka kvinnor skulle föda starka barn, som i sin tur skulle bygga upp en stark stat.
Gute Muths  nämnde i andra upplagan i sin bok om gymnastik flickgymnastik lite kort. Han menade att kvinnan kan få göra några övningar endast för att bli stark och frisk så att hon kan få sunda barn.
I Tyskland undervisade J.A.L Werner flickor i gymnastik år 1830. Övningar som han rekommenderade var: balansövningar, klättra i lina, löpning och enklare övningar på räck. Även Friedrich Ludwig Jahn ansåg att kvinnan enbart skulle utöva gymnastiska övningar med syftet att hon födde ordentliga barn.
Det var Hjalmar Ling, son till Pehr Henrik som utvecklade den kvinnliga gymnastiken i Sverige. Det var med hjälp av männen som kvinnogymnastik infördes, eftersom kvinnorna ännu inte hade mycket att säga till om i samhället. Hjalmar Ling förespråkade sedan flickgymnastik i skolan och gjorde speciella flickprogram. Han ansåg också att det fanns vissa övningar som en flicka inte ska delta i exempelvis militärisk gymnastik och brottning, övningar med tyngder eller övningar som är ansträngande för hjärtat etc.

## Risker och kritik
Många ser gymnastik som en riskfylld och farlig sport med tanke på de redskap som man använder sig av, de olika avancerade övningarna och hur gymnasternas kroppsbyggnad – leder, ben och muskler – utsätts för påfrestningar. Skador inom artistisk gymnastik har länge varit ett stort samtalsämne inom flera internationella medicinforskningsprogram. Resultat av studier har visat att mer än hälften av alla elitgymnaster riskerar att utveckla fysiska skador för livet.[källa behövs] Skaderisken för gymnaster på lägre nivå är inte alls lika stor.
Under många decennier har även en internationell debatt pågått rörande de hårda och nästan slavliknande metoderna för gymnastikträning som praktiseras i vissa länder. Länder som tillämpar en mycket tuff träning är bland andra Kina och det forna Sovjet.

## Tävlingsgrenar
I tävlingssammanhang skiljer man främst mellan sex olika typer av gymnastik. Dessa är akrobatisk gymnastik, artistisk gymnastik, rytmisk gymnastik, hopprep, trampolin och truppgymnastik.

### Artistisk gymnastik
Den artistiska gymnastiken är uppdelad i disciplinerna Manlig artistisk gymnastik (MAG) och Kvinnlig artistisk gymnastik (KvAG).
Manlig artistisk gymnastik har funnits med som idrott i Olympiska spelen varje år sedan 1896. Männen har sex olika grenar som alla ska innehålla olika övningar som graderas i svårighetsgrad. Ju högre svårighetsgrad, desto högre utgångspoäng. 2017 fanns det i Sverige 459 licensierade manliga tävlingsgymnaster inom AG.

#### Grenar i MAG
- Fristående
- Bygelhäst
- Ringar
- Hopp
- Barr
- Räck

- Barr
- Bygelhäst
- Ringar
- Hopp
- Räck

Kvinnlig artistisk gymnastik är en olympisk idrott där man tävlar i fyra olika grenar. Övningarna bedöms på samma sätt, med svårighetsgrad, som i MAG. 2017 fanns det i Sverige 1966 licensierade kvinnliga tävlingsgymnaster inom AG.

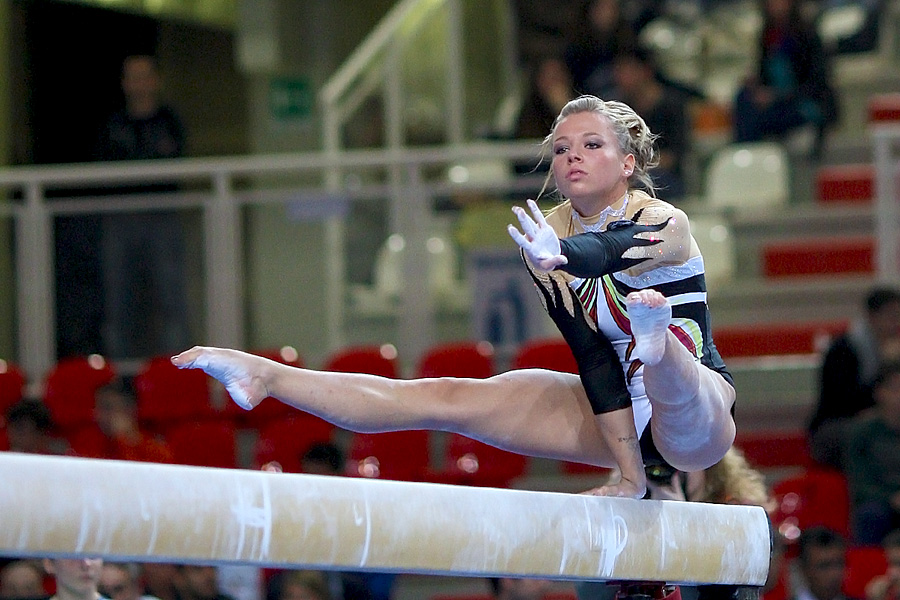
Dorina Böczögő på bom.

#### Grenar i KvAG
- Hopp

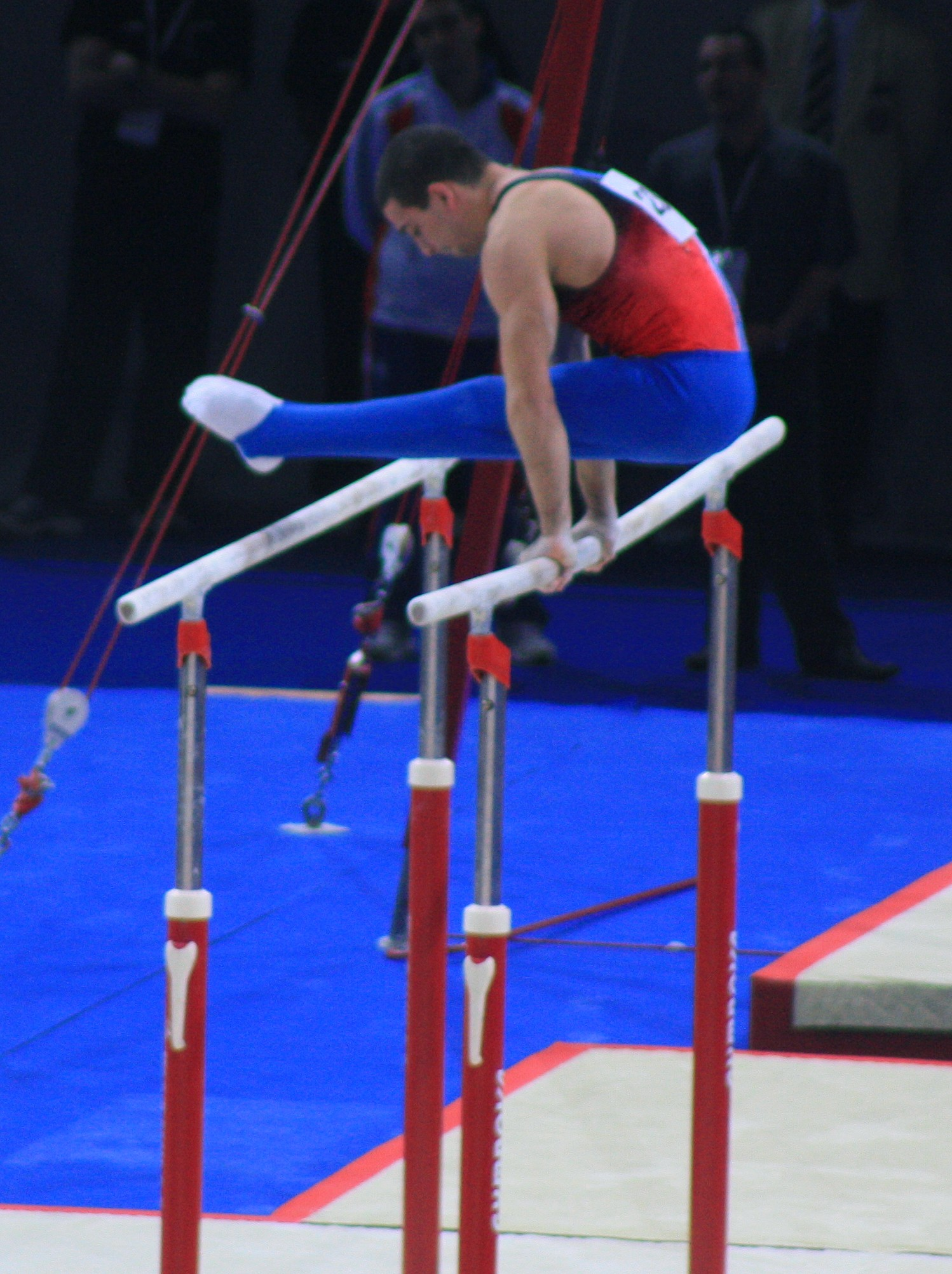
Barr
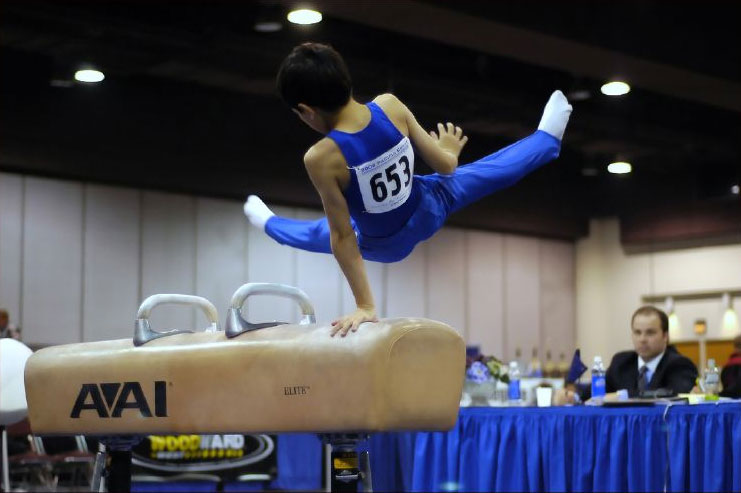
Bygelhäst
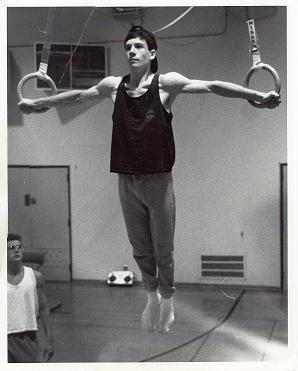
Ringar
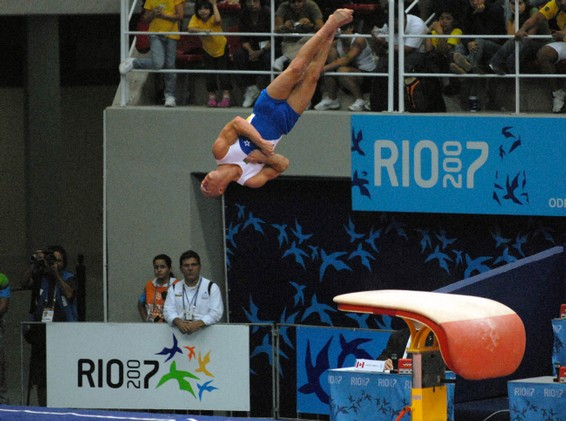
Hopp
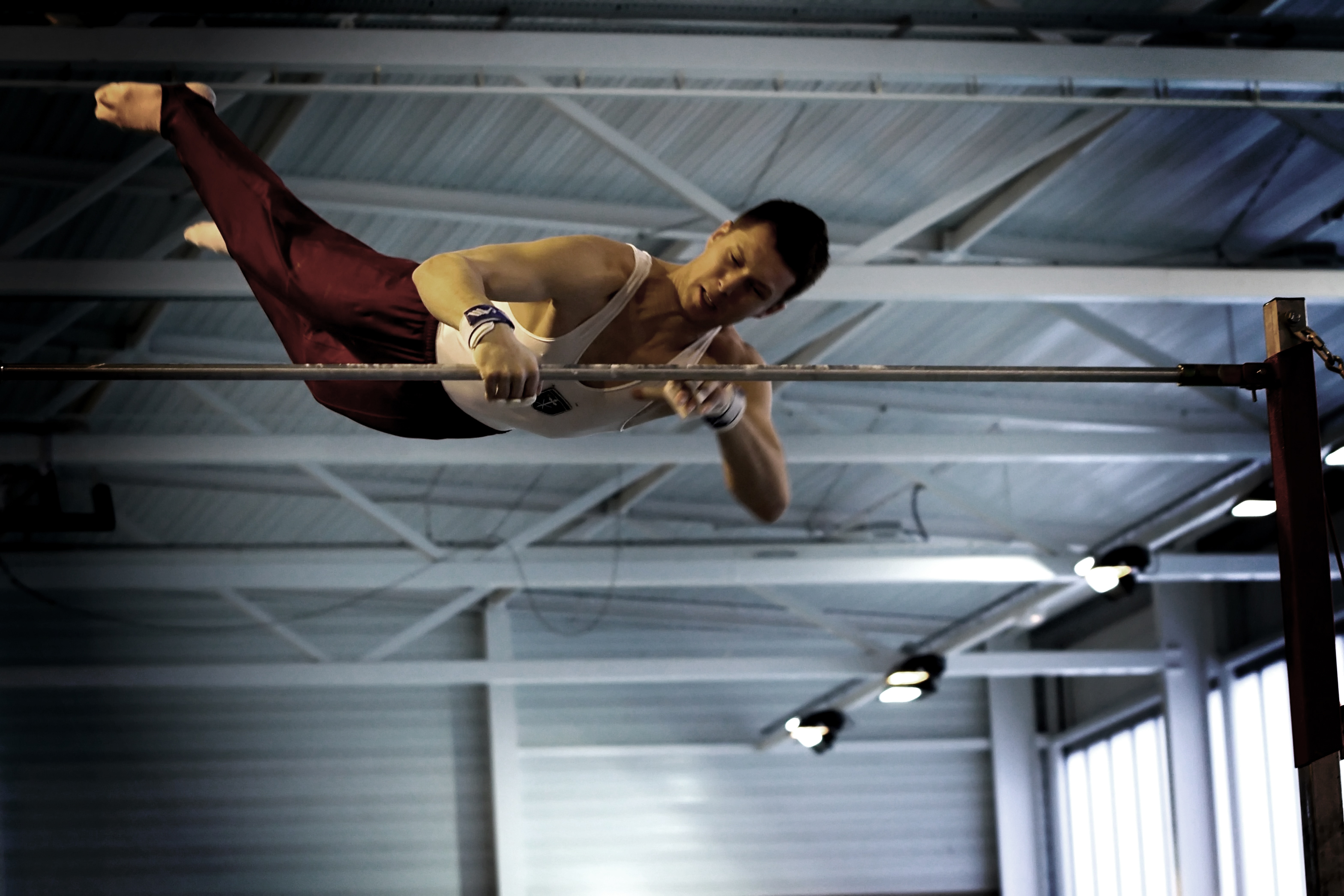
Räck

- Bom
- Fristående

### Rytmisk gymnastik

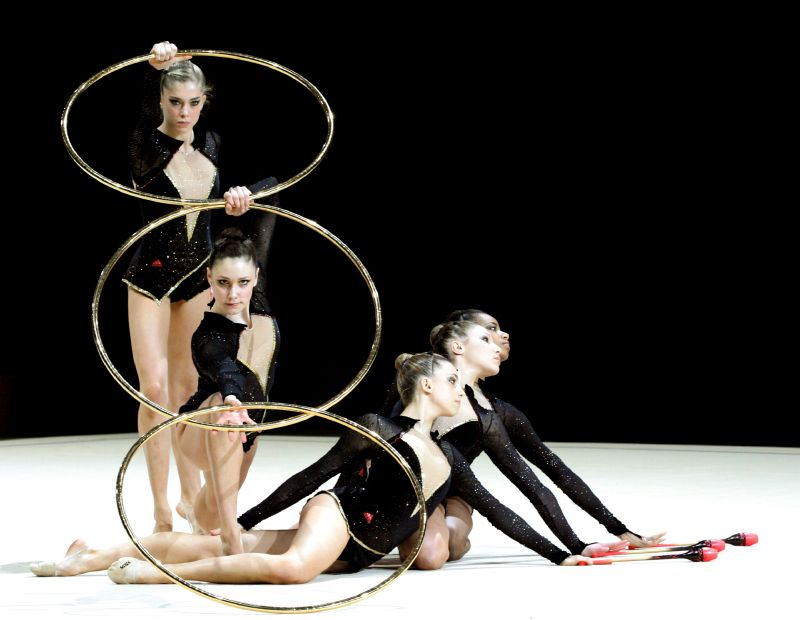
Rytmisk gymnastik.

Rytmisk gymnastik är en olympisk  gren sedan 1984. Inom sporten använder man sig av fem olika redskap men de individuella seniorerna tävlar inte i rep. Reglementet är uppdelat i två delar: svårigheter (kroppssvårigheter och redskapssvårigheter) samt utförande (artistiskt- och tekniskt utförande). Internationellt finns det två olika tävlingskategorier: individuellt och trupp. I trupp tävlar fem gymnaster samtidigt på tävlingsytan och här är samarbete är en stor del av programmet. Inom Norden finns även tävlingskategorin Duo-Trio-Quattro där 2-4 gymnaster tävlar samtidigt på ytan.

#### Grenar inom rytmisk gymnastik
- Band
- Boll
- Käglor
- Rep
- Tunnband

### Truppgymnastik

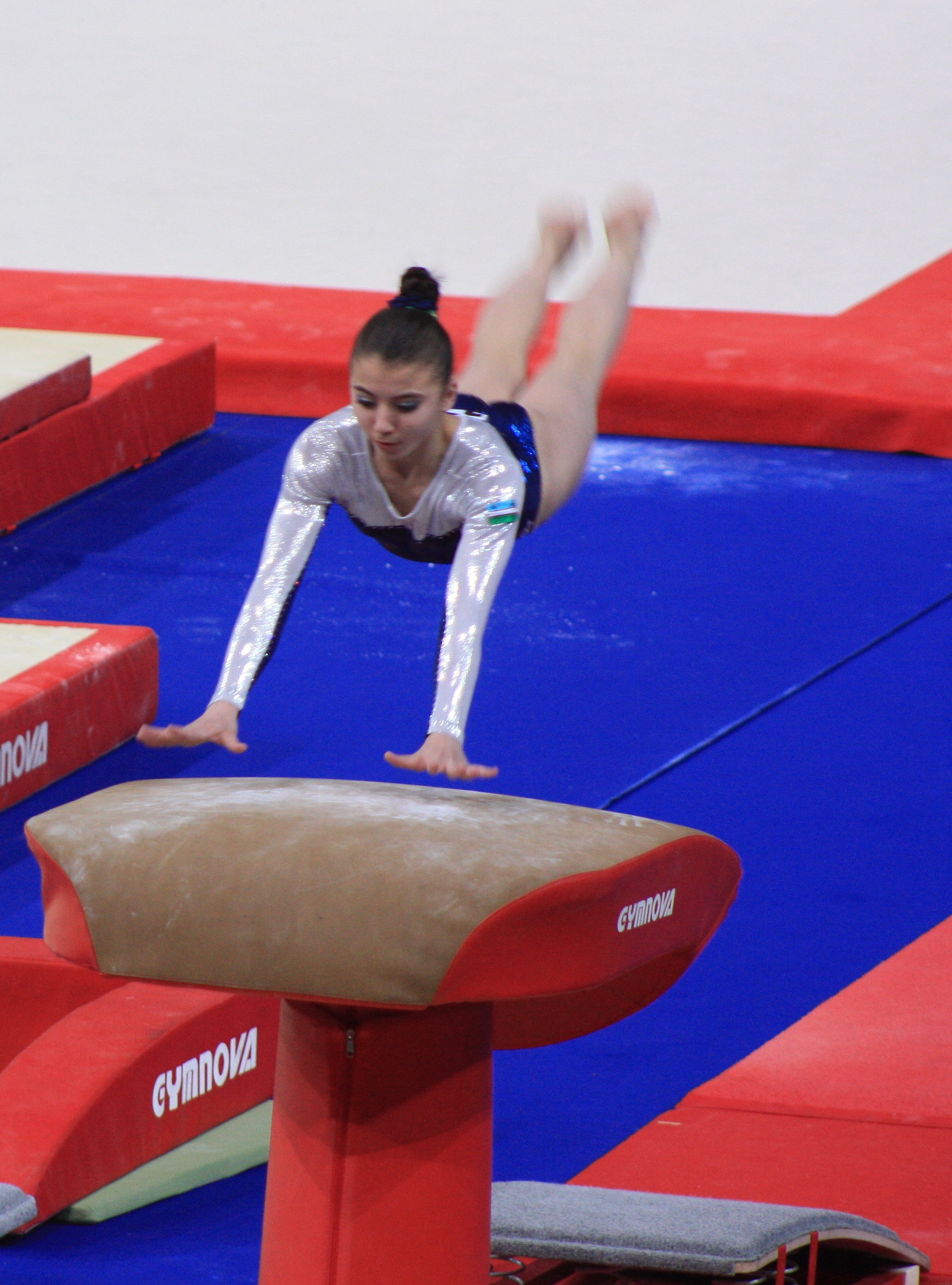
Irina Volodchenko på en pegasus.

Truppgymnastik är en tävlingsform inom gymnastiken som utvecklades på 1970-talet i Sverige. 2017 var det den populäraste gymnastikdisciplinen i Sverige med drygt 30 000 licensierade tävlingsgymnaster. Sverige tillhör toppen inom truppgymnastiken då man 2018 tog guld i både mix och dam, och silver i herr vid EM. Gymnasterna tävlar i lag på 6-16 gymnaster beroende på vilken nivå de tävlar på. I Sverige finns olika tävlingssteg. Rikstävlingarna i Sverige består av riks 6:an till riks 1:an och det högsta steget som är SM.

#### Grenar inom truppgymnastik
- Fristående - I fristående framförs en akrobatisk dans, och minst åtta gymnaster deltar i programmet för ungdomar, medan endast sex måste delta i junior- och seniorserien. Koreografin ska vara mellan 2 och 3,5 minuter. Friståendeprogrammet ska främst innehålla gymnastiska moment som piruetter, balansövningar och hopp men även akrobatiska övningar och en parövning.
- Trampett - I grenen trampett utförs två fria hopp, men även ett hopp med hoppredskap (pegasus).
- Tumbling - Vid tumbling ska tre olika voltserier (beroende på ålder och tävling) utföras med både framåt- och bakåtvolter. Tumbling är en utveckling av det som tidigare kallades "matta". De senaste årens redskapsutveckling har gjort att grenen utvecklats mycket tekniskt mot allt mer avancerade voltserier, otänkbara på "matta" eller voltgolv.

## Motionsgymnastik
Motionsgymnastik är gymnastik som utförs som motionsidrott snarare än som en tävlingsgren. Motionsgymnastik innehåller oftast en blandning av inslag som syftar till att träna styrka, uthållighet, rörlighet och koordination.

## I Sverige och Finland

### Gymnastik i Sverige

#### Historia

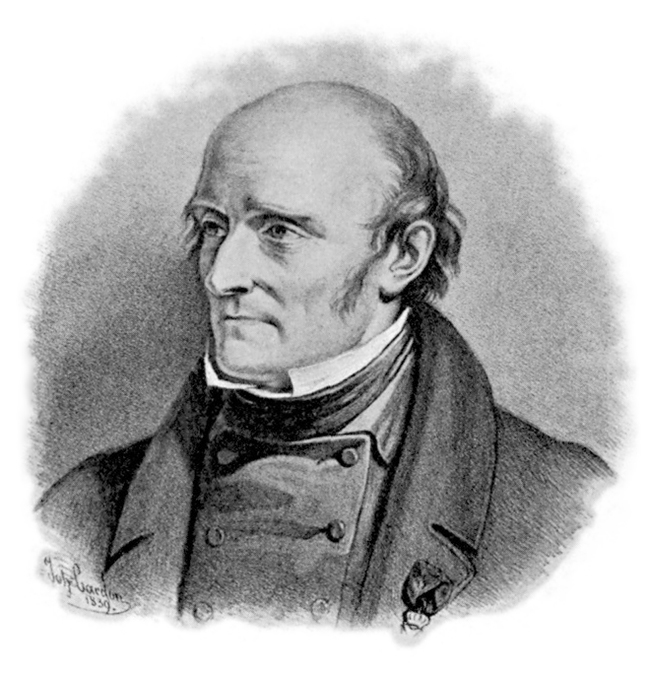
Pehr Henrik Ling.

Pehr Henrik Ling ses ofta som den svenska gymnastikens fader och det sägs vara han som tog initiativet till fysisk fostran av det svenska folket. Under denna tid pågick den franska revolutionen och därefter Napoleonkrigen. Allmän värnplikt och skolgång var diskussionsfrågor när Ling lade fram sina idéer om hur man borde bedriva friskvård. De gymnastiska kroppsövningarna utfördes enligt modellen om militära övningar och spänning. Denna gymnastik utövades till en början enbart av män och varje kroppsdel tränades var för sig. Lings gymnastiska principer blev vägledande för skolgymnastiken och övrig frivillig gymnastik.
År 1813 blev Pehr Henrik Ling föreståndare för Kungliga Gymnastiska Centralinstitutet, en av världens första utbildningsprogram för gymnastiklärare. 
Dagens moderna tävlingsgymnastik med de fyra grenarna hopp, barr, bom och fristående skapades under 1930- och 1940-talen. Sverige var ett ledande gymnastikland men förlorade i samband med OS i Helsingfors 1952 sina stora framgångar i gymnastik. Sverige var tidigare ledande i den så kallade truppgymnastiken, då man tävlar som ett lag och inte enskilt, då man tagit guld 1952 och silver 1956.
Svenska Gymnastikförbundet har gamla anor då det gäller tävlingsgymnastik. De första svenska mästerskapen i Artistisk gymnastik  utkämpades 1945.

#### Nutid
Numera finns det åtta olika tävlingsdiscipliner. Sammanlagt är drygt 260 000 gymnaster medlemmar i någon av de cirka 1 100 föreningar som bedriver någon form av gymnastik i Sverige. Föreningarna har olika 'specialiteter' beroende på tradition och tränarkompetens.
I Sverige är de största tävlingsdisciplinerna inom gymnastiken, i fallande storlek, truppgymnastik, artistisk gymnastik, parkour/tricking, trampolin och rytmisk gymnastik. Den disciplin som är mest känd är artistisk gymnastik.[källa behövs] På senare år har truppgymnastiken vuxit enormt och det arrangeras numera även europeiska mästerskap.
Svenska Gymnastikförbundet är RF:s (Riksidrottsförbundet) fjärde största specialidrottsförbund. Drygt två tredjedelar av alla medlemmar är under 21 år, två av tretton medlemmar 21 - 40 år och en av fem medlemmar 41 år eller äldre. Enligt 2018 års siffror är endast ca. 10% av medlemmarna licensierade tävlingsgymnaster. Majoriteten av tävlingsgymnasterna är truppgymnaster.
Även unga gymnaster tävlar regelbundet. Tävlingarna är ett naturligt komplement till den gedigna grundträningen. Som nybörjare tävlar man i föreningstävlingar, för att sedan delta i distriktstävlingar. Den svenska eliten tävlar cirka tio gånger per år, nationellt och internationellt.[källa behövs]
De åtta tävlingsdisciplinerna är i Sverige är:
- Aerobisk gymnastik
- Kvinnlig artistisk gymnastik
- Manlig artistisk gymnastik
- Hopprep
- Parkour/Tricking
- Rytmisk gymnastik
- Trampolin
- Truppgymnastik

### Gymnastik i Finland
I Finland heter idrottsförbundet för gymnastik Suomen Voimisteluliitto (Finlands Gymnastikförbund) och man tävlar inom nio olika tävlingsdiscipliner: 
- Akrobatisk gymnastik
- Dansant gymnastik
- Estetisk truppgymnastik
- Kvinnlig redskapsgymnastik/artistisk gymnastik
- Manlig redskapsgymnastik/artistisk gymnastik
- Rytmisk gymnastik
- Tävlings-aerobic
- Teamgym (det som kallas truppgymnastik i Sverige)
- Trampolin

Av de olika gymnastikgrenarna är estetisk truppgymnastik den största i Finland.
Den svenska gymnastikverksamheten i Finland koordineras av Finlands Svenska Gymnastikförbund.